# ديفيد ويليامسون (رجل أعمال)
ديفيد ويليامسون (بالإنجليزية: David Williamson)‏ هو شخصية أعمال بريطاني، ولد في 1961 في إدنبرة في المملكة المتحدة.